# Mayantoc
Mayantoc is een gemeente in de Filipijnse provincie Tarlac op het eiland Luzon. Bij de laatste census in 2007 had de gemeente ruim 27 duizend inwoners.

## Geografie

### Bestuurlijke indeling
Mayantoc is onderverdeeld in de volgende 24 barangays:
| - Ambalingit - Baybayaoas - Bigbiga - Binbinaca - Calabtangan - Caocaoayan - Carabaoan - Cubcub - Gayonggayong - Gossood - Labney - Mamonit | - Maniniog - Mapandan - Nambalan - Pedro L. Quines - Pitombayog - Poblacion Norte - Poblacion Sur - Rotrottooc - San Bartolome - San Jose - Taldiapan - Tangcarang |

## Demografie
Mayantoc had bij de census van 2007 een inwoneraantal van 27.274 mensen. Dit zijn 2.581 mensen (10,5%) meer dan bij de vorige census van 2000. De gemiddelde jaarlijkse groei komt daarmee uit op 1,38%, hetgeen lager is dan het landelijk jaarlijks gemiddelde over deze periode (2,04%). Vergeleken met de census van 1995 is het aantal mensen met 4.322 (18,8%) toegenomen.

De bevolkingsdichtheid van Mayantoc was ten tijde van de laatste census, met 27.274 inwoners op 311,42 km², 73,7 mensen per km².